# Hawley Bennett-Awad
Hawley Bennett-Awad, née le 6 mai 1977 à Murrayville (Colombie-Britannique), est une cavalière canadienne de concours complet.

## Carrière
Elle participe aux Jeux olympiques d'été de 2004 à Athènes et aux Jeux olympiques d'été de 2012 à Londres sans obtenir de médaille.
Aux Jeux équestres mondiaux de 2010 à Lexington, elle remporte la médaille d'argent en concours complet par équipes, avec Stephanie Rhodes-Bosch, Selena O'Hanlon et Kyle Carter.